# Niederschlagswahrscheinlichkeit
Die Niederschlagswahrscheinlichkeit, oder für Regen  Regenwahrscheinlichkeit, fälschlich auch Regenrisiko genannt, ist für einen bestimmten Ort die Wahrscheinlichkeit, dass es im Vorhersagezeitraum mindestens ein Niederschlagsereignis gibt.
Die Angabe ist formal unabhängig von Menge und Dauer des Niederschlags, die meist gesondert mitgeteilt werden. Meldet ein Lokalsender, für morgen sei mit Schauern zu rechnen und die Niederschlagswahrscheinlichkeit für den Zeitraum von 6 bis 12 Uhr betrage 50 % Prozent, dann besteht eine gute Chance, während eines kurzen Aufenthalts im Freien trocken zu bleiben, denn Schauer sind weit kürzer als sechs Stunden.
In Wettervorhersagen wird meist die Regenwahrscheinlichkeit für ein Gebiet angegeben. Dabei handelt es sich um den Mittelwert der Regenwahrscheinlichkeit für die einzelnen Punkte des Gebiets. Ein Urlauber, der am Folgetag den Harzer Brocken besteigen will, wird bei einer für ganz Norddeutschland angegebenen Regenwahrscheinlichkeit von 50 % mit deutlich höherer Wahrscheinlichkeit wenigstens einmal Regen haben, denn das lokale Klima ist dort feuchter als in der Umgebung.
Für Vorhersagezeiträume, die deutlich länger als einige Tage in der Zukunft liegen, liegt die Niederschlagswahrscheinlichkeit beim langjährigen Mittelwert der Niederschlagshäufigkeit für diese Jahres- und Tageszeit. Für sehr kurzfristige Vorhersagen hilft ein Blick zum Himmel unter Berücksichtigung der Windrichtung. Dazwischen helfen verschiedene Methoden: Mit Kenntnis der aktuellen Wetterlage kann man auf Basis von Wetteraufzeichnungen angeben, mit welchen Wahrscheinlichkeiten sich die Wetterlage wie ändern wird, und daraus die Niederschlagswahrscheinlichkeit ausrechnen. Die weit aufwändigere numerische Wettervorhersage ist für mittlere Vorhersagezeiträume aussagekräftiger und verliert auch nicht so schnell an räumlicher Auflösung. Dabei werden mehrere leicht unterschiedliche Simulationsläufe gestartet: Ungenaue und lückenhafte Beobachtungsdaten können auf verschiedene Weise räumlich und zeitlich ausgeglichen und interpoliert werden. Ebenso gibt es Stellschrauben für die pauschale Berücksichtigung von physikalischen Vorgängen unterhalb der Gitterauflösung. Für die verschiedenen Vorhersagezeiträume, z. B. im 6-h-Raster, und ein enges Raster von Punkten wird für jede der Lösungen bestimmt, ob es Niederschlagsereignisse gibt. Dann wird über die Schar der Lösungen gemittelt, um die Niederschlagswahrscheinlichkeiten für die Punkte zu erhalten, und über die Punkte eines Gebietes gemittelt, für die Angabe zu dem Gebiet.
Der Nutzen der Niederschlagswahrscheinlichkeit hängt von der Anwendung ab. Nützlich ist sie etwa, wenn kurz vor der Getreideernte schon ein kurzer Regen stören würde. Fragt sich der Bauer dagegen, ob er sein Feld bewässern soll, wäre er mit dem Erwartungswert der Niederschlagsmenge besser bedient.
Bei vielen Wettervorhersagen werden absichtlich niedrige Niederschlagswahrscheinlichkeiten höher angegeben, als sie tatsächlich sind. Siehe Wet bias (englisch für in etwa „Bias/Verzerrung zur Nässe hin“).

## Beispiel
Eine prognostizierte Regenwahrscheinlichkeit für den 1. November von 100 % für die Stadt Wuppertal bedeutet, dass es bei vergleichbaren Wetterlagen (Luftdruck, Windrichtung, Luftmassen usw.) in der Vergangenheit immer irgendwo in Wuppertal geregnet hat, so dass es mit an Sicherheit grenzender Wahrscheinlichkeit auch am 1. November im Stadtgebiet regnen wird. Daraus lässt sich demnach nicht ableiten, dass es den ganzen Tag (100 % des Zeitraumes) regnen wird oder dass es überall in Wuppertal regnen wird (100 % des Vorhersagegebietes).

## Definition in den USA
In den USA definiert der nationale Wetterdienst die Regenwahrscheinlichkeit (englisch probability of precipitation) durch die Multiplikation der Wahrscheinlichkeit, dass es in einem bestimmten Gebiet irgendwo regnet, mit dem Anteil der Gesamtfläche, in dem es regnen wird, falls es überhaupt regnet (Niederschlagshöhe größer 0,01"). Diese Definition beschreibt also eine Kombination aus Sicherheit der Vorhersage und erwartetem Ausmaß des Niederschlags.